# Arizona State Sun Devils football
La squadra di football americano degli Arizona State Sun Devils rappresenta l'Università statale dell'Arizona. Competono nella Football Bowl Subdivision (FBS) della National Collegiate Athletic Association (NCAA) e nella Big 12 Conference. Arizona State University ha disputato la sua prima stagione nel 1897 e disputa le sue gare interne al Sun Devil Stadium di Tempe, Arizona. La squadra ha vinto 18 titoli di conference.

## Storia
I Sun Devils hanno avuto i loro maggiori successi negli anni sessanta e settanta sotto la direzione dell'allenatore Frank Kush. In quell'arco di 22 anni ebbero un bilancio di 176–54–1. Dal 1969 al 1971 conseguirono un record scolastico di 21 vittorie consecutive. Nel 1986 vinsero il titolo della Pac-10 e sconfissero i Michigan Wolverines nel Rose Bowl. Nel 1996, i Sun Devils giunsero a pochi secondi dal vincere il Rose Bowl contro Ohio State, che avrebbe significato il concludere la stagione da imbattuti e in posizione per reclamare il titolo nazionale.

## All-American

### Selezioni unanimi
- 2002 - Terrell Suggs, Defensive End
- 1978 - Al Harris, Defensive End

### Selezioni condivise
- 2012 - Will Sutton, Defensive tackle
- 2007 - Thomas Weber, Kicker
- 2006 - Zach Miller, Tight end
- 1996 - Juan Roque, Offensive tackle
- 1987 - Randall McDaniel, Offensive guard
- 1986 - Danny Villa, Tackle
- 1985 - David Fulcher, Safety
- 1984 - David Fulcher, Safety
- 1983 - Luis Zendejas, Kicker
- 1982 - Mike Richardson, Safety
- 1981 - Mike Richardson, Safety
- 1977 - John Jefferson, Wide Receiver
- 1975 - Mike Haynes, Cornerback
- 1973 - Woody Green, Running back
- 1972 - Woody Green, Running back
- 1968 - Ron Pritchard, Linebacker